# Il grande salto (film 2019)
Il grande salto è un film del 2019 diretto e interpretato da Giorgio Tirabassi.

## Trama
(Tag-line del film)
Nello e Rufetto sono amici da una vita, ma anche una coppia di ladri che sogna di fare il grande colpo per sistemarsi definitivamente, venendo però puntualmente “puniti” da una robusta dose di sfortuna.

## Distribuzione
L'uscita nelle sale cinematografiche italiane è avvenuta il 13 giugno 2019.

## Accoglienza e incassi
Il film ha incassato poco più di 300 000 euro, non riuscendo a coprire un budget di produzione di 450 000 euro.